# Балтійський військово-морський інститут
Балтійський військово-морський інститут імені Федора Федоровича Ушакова (до 1998 року — Калінінградське вище військово-морське училище) — державний вищий навчальний заклад Російської Федерації, підпорядкований Міністерству оборони країни та розташований у Калінінграді.

## Історія

### Передісторія
Після завершення Другої світової війни німецьке місто Кенігсберг разом з північною частиною Східній Пруссії було визнано володіннями Радянського Союзу. В 1947 році, після депортації калінінградських німців та масового заселення сюди населення з центральних областей СРСР, було прийнято рішення про відкриття в Калінінграді, як стало називатися місто, низки навчальних закладів.
В серпні цього ж року до Калінінграду було переведене Бакинське військово-морське підготовче училище (БВМПУ) — прообраз майбутнього Ленінградського Нахімовського училища. В липні 1948 року училище перейменоване в Калінінградське військово-морське.
У серпні 1948 року урядовою постановою на базі КВМУ було сформоване 2-е Балтійське вище військово-морське училище. З 1 жовтня 1948 в училищі здійснюється підготовка вахтових офіцерів для надводних кораблів з терміном навчання 4 роки. 17 березня 1949 року 2-му Балтійського ВВМУ вручені Бойовий Прапор і грамота Президії Верховної Ради СРСР. Перший випуск офіцерів 2-го БВВМУ відбувся 2 жовтня 1952 року.
У період з 1954 року по 1967 училище неодноразово перейменовувалося і реорганізовувалося: в Балтійське вище військово-морське училище (1954), в Балтійське вище військово-морське училище підводного плавання (інженерно-гідрографічний і штурманський факультети), Курси офіцерського складу запасу ВМФ (1960), 58-мі флотські офіцерські курси за програмами підготовки командирів штурманських бойових частин і начальників РТС ракетних катерів і малих ракетних кораблів (1965). В 1967 році переформоване в філію Ленінградського вищого військово-морського училища імені М. В. Фрунзе в складі штурманського і артилерійського факультетів. З цього періоду в місті за курсантами Калінінградського ВВМУ закріпилося прізвисько «фрунзаки».

### Калінінградське ВВМУ

Калінінградське ВВМУ (фото 1950-х років)

Калінінградське вище військово-морське училище було сформоване 7 квітня 1969 року в складі штурманського і артилерійського факультетів. Першим начальником училища став учасник оборони Севастополя, Герой Радянського Союзу віце-адмірал
Володимир Степанович Пилипенко, який очолював його до 1981 року. За командування Володимира Степановича в училищі були сформовані факультети радіозв'язку, радіорозвідки, ракетно-артилерійський. Значно покращена навчально-матеріальна база. Перший випуск офіцерів Калінінградського ВВМУ (загальний 10-й) відбувся 5 липня 1971 року. Амірал Пилипенко, як і його наступник віце-адмірал Буйнов, приділяв багато уваги побуту курсантів. За його командування в училищі з'явилися Курсантська алея і сквер зі ставком та, навіть, міні-звіринцем. Легендою училища був велетенський «адміральський» короп, який жив у ставку і відгукувався на звук дзвінка.
У серпні 1979 року був розформований штурманський факультет, а курсантів, що навчалися на ньому перевели в ВВМУПП імені Ленінського комсомолу. А у 1980 році в училищі утворено відділення заочного навчання на 50 слухачів та офіцерські курси на 30 слухачів.
У березні 1981-го відповідно до наказу міністра оборони СРСР начальником КВВМУ був призначений контр-адмірал (згодом віце-адмірал) Віктор Михайлович Буйнов. До призначення на посаду начальника училища він пройшов службу на усіх флотах СРСР, командував кораблями, з'єднаннями і об'єднанням. Остання посада — старший військовий радник на Кубі, де контр-адмірал Буйнов брав участь у створенні військово-морського флоту країни. Буйнов приділяв багато уваги науковій роботі педагогічних кадрів, при ньому склалася система наставництва, продовжувався розвиток і вдосконалення інфраструктури училища, був побудований артилерійський навчальний корпус з новітніми артилерійськими системами, сучасна їдальня з пам'ятним усім випускникам написом «В морях твої дороги».
Останнім «радянським» начальником училища (червень 1989 — січень 1994) став контр-адмірал Геннадій Михайлович Смирнов — досвідчений моряк-підводник (в училище прибув з посади 1-го заступника командувача флотилією підводних човнів Тихоокеанського флоту). Геннадій Михайлович не довго керував училищем — в 1993 році він відмовився виконати вимогу тодішнього 1-го заступника Головнокомандувача ВМФ Росії Ігоря Касатонова здійснити випуск офіцерів під російським військово-морським прапором, пояснюючи це тим, що частина випускників — громадяни інших незалежних держав СНД. Випуск відбувся під прапором ВМФ СРСР. Адмірал Касатонов не зміг пробачити начальнику училища таку «витівку»…

### Балтійський військово-морський інститут

Калінінградське ВВМУ (сучасне фото)

У 1993 році у зв'язку з переходом Чорноморського вищого військово-морського училища імені П. С. Нахімова під юрисдикцію Україні група викладачів і курсантів на чолі з капітанами 1 рангу І. І. Дубовим і А. В. Кіпером відмовилася продовжувати навчання на території України і була переведена до Калінінграду, де на їх основі був створений факультет озброєння надводних кораблів, згодом перетворений у факультет ракетного озброєння надводних кораблів.
6 листопада 1997 року розпочався процес перетворення Калінінградського вищого військово-морського училища в Балтійський військово-морський інститут, а 31 жовтня 1998 року відповідно до постанови Уряду РФ № 1009 від 29.08.1998 відбувся урочистий ритуал прейменування Калінінградського ВВМУ в Балтійський військово-морський інститут. У 2002 році йому присвоєно почесне найменування «імені адмірала Федора Федоровича Ушакова».
У 1999 році вперше у військово-морському флоті Росії при інституті була сформована школа техніків, яка готує фахівців за програмами середньої професійної освіти з присвоєнням кваліфікації техніка та військового звання мічман. Ведеться вона за тими ж спеціальностями, що і на основних факультетах. Позитивний досвід підготовки лейтенантів і мічманів на одній базі сьогодні прийнятий у всіх військово-морських інститутах РФ.
В тому ж році створений і почав працювати факультет довузівської підготовки. До складу факультету увійшли: підготовчі курси, спеціальні військово-морські класи на базі середніх шкіл та консультаційно-репетиторські курси.
У 2002 році для створення системи підготовки науково-педагогічних кадрів в інституті відкрита ад'юнктура за п'ятьма спеціальностями, а в 2003 році при інституті відкрита дисертаційна рада із захисту закритих дисертацій на здобуття наукового ступеня кандидата наук. У 2006 році дисертаційна рада переформований в докторську за трьома спеціальностями.
Начальниками Балтійського ВМІ були:
- контр-адмірал Ясницький Геннадій Павлович (1994—1997);
- контр-адмірал Рімашевський Адам Адамович (1997—2003);
- контр-адмірал Комков Дмитро Володимирович (2003 — ?).

## Сьогодення. Філія ВУНЦ «ВМА імені Адмірала Флоту Радянського Союзу Кузнецова»

Номер «Воєнно-історичного журналу» присвячений 60-річчю Балтійського ВМІ

Зараз інститут є однією з дев'яти філій військового навчально-наукового центру ВМФ РФ Військово-морська академія імені Адмірала Флоту Радянського Союзу М. Г. Кузнецова.
Наукова школа вишу має три напрямки, які здобули визнання як всередині закладу, так і за його межами:
- з питань прикладної електродинаміки (керівник — заслужений діяч науки РФ, академік, доктор технічних наук, професор Іван Федорович Писаревський),
- з проблем тактики ВМФ та міжнародного морського права (заслужений працівник вищої школи РФ, доктор військових наук, професор Віталій Васильович Смишніков),
- з військової історії (заслужений працівник вищої школи РФ, доктор військових наук, професор Борис Михайлович Амусін).

Рішенням загальних академічних зборів від 12 травня 2000 року на базі БВМІ утворене Калінінградське регіональне відділення Академії військово-історичних наук.
БВМІ готує офіцерів і мічманів для ВМФ і силових структур Росії на чотирьох факультетах за трьома спеціальностями вищої професійної військової освіти (кваліфікація: «морський інженер», «інженер»):
- корабельні автоматизовані комплекси та інформаційно-керуючі системи,
- засоби зв'язку з рухомими об'єктами,
- радіотехніка.

а також на трьох факультетах за трьома спеціальностями (8-ми спеціалізаціями) середньої професійної освіти (кваліфікація «технік»):
- електронні прилади і пристрої,
- радіозв'язок, радіомовлення і телебачення,
- автоматичні системи управління.

Термін навчання на всіх факультетах інституту — 5 років, на всіх факультетах школи техніків — 2 роки і 10 місяців. В той же час у зв'язку зі скороченням потреби ВМФ РФ у офіцерських кадрах, пов'язаним з переходом ЗС Росії на «новий вигляд» кількість курсантів інституту скоротилася в рази. В 2009—2010 роках набір курсантів на перший курс взагалі не здійснювався.